# Энрольд, Фёдор Иванович
Фёдор Иванович Энрольд (1828—1877) — русский инженер путей сообщения, профессор.

## Биография
Родился в 1828 году.
С четырнадцати лет он учился в Институте инженеров путей сообщения, который и окончил в 1846 году первым по успехам с чином поручика. Был назначен на службу в I (Петербургский) округ путей сообщения — на должность начальника дистанции, и прослужил в ней девять лет, причём в награду за образцовую перестройку Дворцового моста он был произведён в 1854 году в штабс-капитаны. В 1857 году по его проекту был реконструирован в Санкт-Петербурге Семёновский мост. Выдающиеся способности Энрольда обратили на него внимание, и ему было предложено занять кафедру в институте инженеров путей сообщения. Ввиду этого, для подготовки он был командирован на два года за границу, где изучал паровые машины. В это время в «Журнале путей сообщения» (1860) появились его статьи-корреспонденции из-за границы: «Трубы из просмоленной бумаги», «Краткий разбор различных способов производства выемок под водой», «Землечерпательная машина Сен-Назерского порта, действующая посредством насосов», «Монсенисский тоннель», «О пароходе Левиафан», «Парижские вести», «Описание нового водопитательного прибора для паровых котлов» и «Разбор разных систем локомобилей».
Возвратившись в 1860 году из-за границы, он был назначен профессором в Институт инженеров путей сообщения по кафедре практической механики по отделу паровых машин и занимал её восемь лет, а затем в 1868 году, по постановлению конференции института, стал читать курс мостовых сооружений и сухопутных сообщений. Также с 1861 по 1870 гг. читал прикладную механику и строительное искусство в Санкт-Петербургском технологическом институте и преподавал в Санкт-Петербургском строительном училище.
В 1871 году он был назначен инженером для технических занятий при техническо-инспекторском комитете железных дорог, а в 1874 году был назначен председателем временного управления по постройке Санкт-Петербургского морского канала; кроме этого с 1875 года он был ещё и директором от правительства в правлении общества Закавказской железной дороги. С 8 апреля 1873 года — действительный статский советник.
В течение многих лет он состоял членом в комиссии по устройству Мариинской водной системы и принимал деятельное участие при рассмотрении вопроса о тяге судов по Мариинскому каналу и по вопросу о запружении истока реки Невы. Им был составлен проект водоснабжения Одессы.
Кроме курса мостов и курса практической механики, им было напечатано «О наивыгоднейшей системе железных виадуков» (СПб., 1872) и «Исследование расходов на тягу грузов по Мариинской системе» (СПб., 1876). Он продолжал публиковать статьи в «Журнале путей сообщения», а также напечатал несколько статей в «Инженерных записках» и в некоторых других периодических изданиях.
Был награждён орденами Св. Станислава 2-й степени с императорской короной, Св. Анны 2-й степени, Св. Владимира 3-й степени.
Умер в июне 1877 года. Похоронен на кладбище Новодевичьего монастыря в Санкт-Петербурге.

## Семья
Женился 12 ноября 1854 года на дочери коллежского советника Софье Ивановне Гонзаль. Их дети:
- Надежда (17.08.1855—09.08.1910)
- Игорь (03.04.1858—?)
- Сергей (1862—1900)